# Smrk (berg i Tjeckien, lat 50,89, long 15,27)
Smrk är ett berg i Tjeckien, på gränsen till Polen. Det ligger i den norra delen av landet, 110 km nordost om huvudstaden Prag. Toppen på Smrk är 1 124 meter över havet, eller 237 meter över den omgivande terrängen. Bredden vid basen är 8,0 km.
Terrängen runt Smrk är huvudsakligen kuperad, men åt sydost är den platt. Runt Smrk är det ganska glesbefolkat, med 40 invånare per kvadratkilometer. Närmaste större samhälle är Jablonec nad Nisou, 19,6 km söder om Smrk. I omgivningarna runt Smrk växer i huvudsak blandskog.